# 本巴口遗址
本巴口遗址，位于中国青海省湟中县拦隆口乡本巴口村，为第三批青海省文物保护单位，公布日期为1959年3月16日，类型为古遗址。
本巴口遗址的历史年代为卡约文化。